# Deutscher Soldatenfriedhof Neuville-Saint-Vaast
Het Deutscher Soldatenfriedhof Neuville-Saint-Vaast is een militaire begraafplaats in de Franse gemeente Neuville-Saint-Vaast. Er rusten 44.833 Duitse soldaten die sneuvelden in de Eerste Wereldoorlog. De begraafplaats ligt anderhalve kilometer ten zuiden van het centrum.

## Veldslagen
De plaats bevond zich tijdens de oorlog aan het Westfront. Hier vielen veel slachtoffers bij de veldslagen om Artesië van augustus 1914 tot eind 1915 en de slagen om Arras van 1917 en 1918. Pas na de oorlog werd de verzamelbegraafplaats aangelegd door de Franse militaire overheid. Men bracht van 1919 tot 1923 Duitse veldgraven en graven uit kleinere ontruimde militaire begraafplaatsen naar hier over uit meer dan 100 gemeenten, vooral uit het gebied ten noorden en oosten van Arras. Ook toen de slagvelden werden ontruimd en opnieuw in cultuur werden gebracht werden nog veel stoffelijke resten gevonden.
Ook later in de eeuw werden nog vele gesneuvelden terugvonden, zoals bij de aanleg van de snelweg A26, en hier bijgezet. De meeste onbekende gesneuvelden werden begraven op het Deutscher Soldatenfriedhof Saint-Laurent-Blangy, zo'n vijf kilometer naar het zuidoosten.

## Complex
Er zijn 36.793 individuele graven van gesneuvelden, waarvan er 615 onbekend bleven. 8.040 gesneuvelden rusten in een massagraf (onder hen zijn er 792 niet geïdentificeerde). Het is een begraafplaats van de Volksbund Deutsche Kriegsgräberfürsorge.
Toen een andere begraafplaats in Boiry-Sainte-Rictrude werd opgeheven, werd een Duits gedenkmonument van daar naar Neuville-Saint-Vaast overgebracht. In de loop van de eeuw werd de begraafplaats verder ingericht en in de jaren 70 werd de kruisjes vervangen door metalen grafkruisen, met uitzondering van de 129 Joodse graven, die een gedenksteen met Hebreeuwse opschriften hebben.

## Andere begraafplaatsen in de buurt van Neuville-Saint-Vaast
In de departementen Nord en Pas-de-Calais zijn meer dan 700 militaire begraafplaatsen van de deelnemende naties aan de wereldoorlog. In de buurt van Neuville-Saint-Vaast zijn dat:
- Nécropole nationale de Notre-Dame de Lorette
- Nécropole nationale de la Targette
- La Targette British Cemetery
- Cabaret-Rouge British Cemetery, Souchez
- Cimetière tchécoslavaque/polonais - Neuville Saint Vaast